# Legazione di Avignone
La legazione di Avignone fu un'enclave dello Stato Pontificio nel Regno di Francia, formato dal territorio di Avignone e dal Contado Venassino. I legati pontifici governarono Avignone dal 1433. Furono assistiti permanentemente dal 1542 da vice-legati, che esercitarono sempre più la loro funzione. Nel 1691, la funzione del legato di Avignone fu soppressa. I vice-legati amministrarono da soli la città per un secolo, fino all'annessione di Avignone alla Francia nel 1791.
Papa Innocenzo XII creò la Congregazione di Avignone con la bolla pontificia Romanum decet Pontificem il 22 giugno 1692. Essa aveva lo scopo di amministrare e tutelare ulteriormente il possedimento di Avignone e del Contado Venassino. Col breve apostolico Dudum jam Romani Pontificis di papa Clemente XIV del 1774, il vice-legato di Avignone assunse il titolo di presidente della congregazione ricevendo pieni poteri rispetto al prefetto di quest'ultima. Allo stesso tempo Clemente XIV mutò la denominazione da legazione a presidenza.

## Storia

### I legati pontifici
Dopo un conflitto tra il papa Eugenio IV e il concilio di Basilea per l'assegnazione di Avignone, il cardinale Pietro di Foix arrivò ad un compromesso. Guidando un esercito, gli avignonesi cedettero nel maggio del 1433 e Avignone capitolò l'8 luglio dopo un assedio di due mesi. Il nuovo governatore fu quindi in grado di stabilirsi nel palazzo dei papi. Fu lì, il 24 novembre 1433, che ricevette dal papa la bolla che lo nominava legato a latere con giurisdizione sui paesi di lingua d'oc.
Il conflitto tra il papa di Roma e i padri conciliari peggiorò, nel 1436 fu un momento in cui il concilio lasciò Basilea e trasferendosi ad Avignone. La rottura fu completata quando il duca di Savoia, Amedeo VIII, fu eletto papa. La sua incoronazione ebbe luogo nella cattedrale di Losanna, il 23 luglio 1440 e prese il nome di Felice V. I suoi inviati cercarono di elevare la città di Avignone il 15 settembre ma il loro tentativo fallì.
Ad Avignone, il cardinale de Foix morì il 13 dicembre 1464. Luigi XI insistette quindi per nominare un prelato della sua famiglia alla legazione di Avignone. Papa Paolo II rifiutò, ma il suo successore, papa Sisto IV, accettò di affidare l'incarico a Carlo II di Borbone, arcivescovo di Lione. Il 2 aprile 1472, ricevette i poteri ma non il titolo di Legato e fu sollevato dall'incarico il 21 febbraio 1476. Ciò permise al papa di nominare suo nipote, Giuliano della Rovere, per il quale aveva elevato Avignone ad arcidiocesi. Luigi XI decise di intervenire militarmente il 30 aprile 1476 per trasferire suo cugino nel palazzo dei papi facendo saccheggiare Avignone e il contado.

Ma il futuro papa Giulio II si dimostrò un ottimo stratega oltre che un amministratore illuminato. Fu lui a creare il famoso Collegio di Roure nel 1476, a rivedere gli statuti municipali nel 1481 e, dopo essersi opposto a papa Alessandro VI nel 1494,  ritornò nelle sue grazie un anno dopo, e ricevette magnificamente Cesare Borgia, figlio del papa, nel suo palazzo di Avignone, che fece restaurare. Fu eletto papa il 1 novembre 1503.

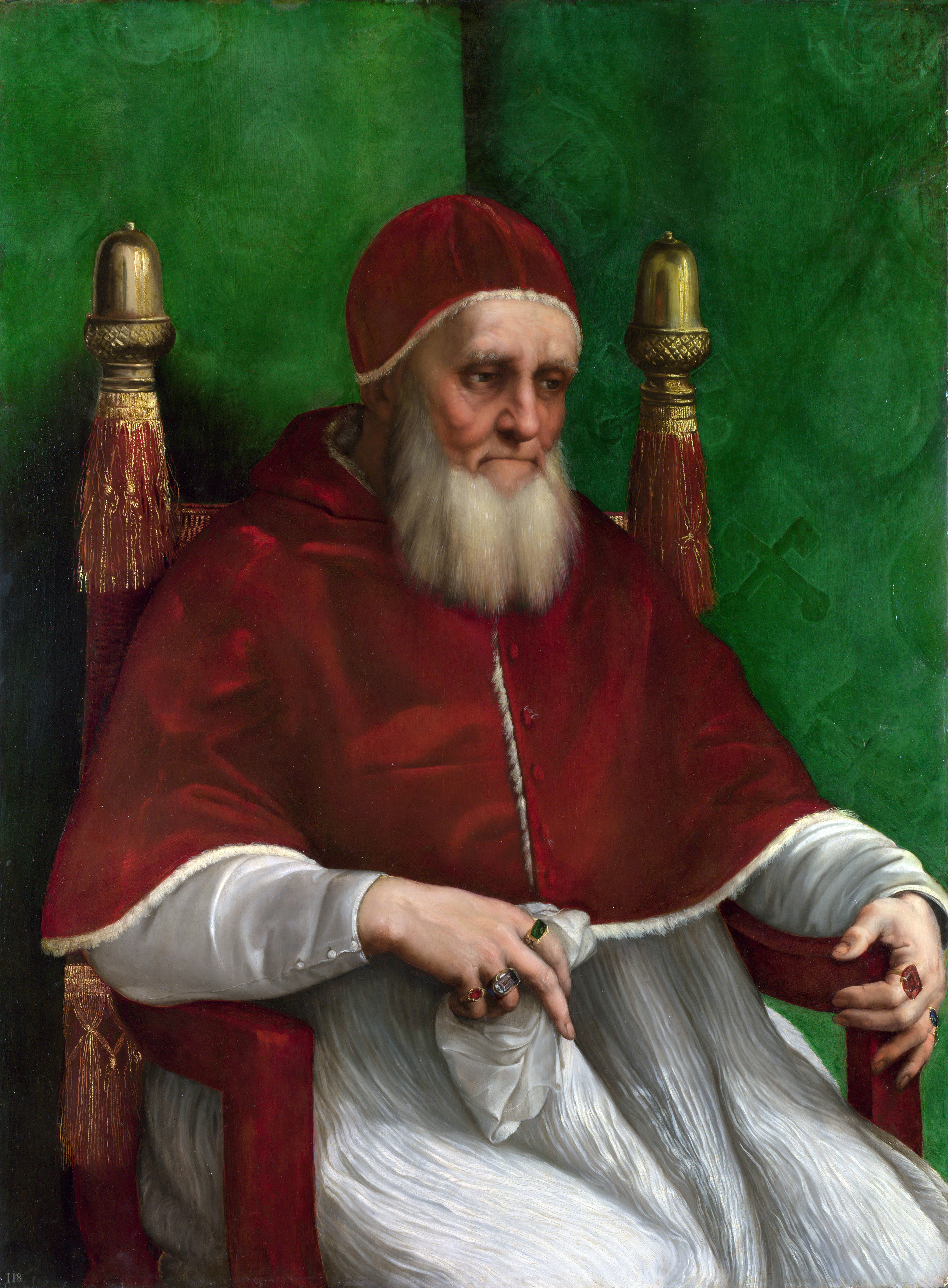
Ritratto di Giulio II, nato Giuliano della Rovere, dipinto da Raffaello, fu legato di Avignone.

Dopo Giuliano della Rovere vi furono i cardinali Georges d'Amboise (1503-1510) e Robert Guibé (1510-1513). Il loro successore, il cardinale François Guillaume de Castelnau-Clermont-Ludève (1503-1541), entrò nella storia di Avignone per aver ricevuto Francesco I sei volte al palazzo dei papi. Il re di Francia vi si recò per la prima volta nel febbraio del 1516, al suo ritorno da Marignan, poi durante la prima invasione della Provenza delle truppe di Carlo V, dove fu ricevuto il 14 settembre 1526 dal legato. Fece un altro soggiorno nell'agosto del 1533, mentre si recava a Marsiglia per incontrare papa Clemente VII.
Fu dopo queste prime tre visite che il re pubblicò lettere di brevetto nel febbraio 1535, concedendo agli abitanti di Avignone lo status di "régnicole", cioè soggetti al re. Tornò di nuovo il 12 settembre 1536 durante la seconda invasione della Provenza da Carlo V, poi il 14 e 15 dicembre 1537 e infine il 13 e 15 maggio 1538.
Quindi la legazione tornò al cardinale Alessandro Farnese (1541-1565), arcivescovo di Avignone e nipote di papa Paolo III. Non risiedeva affatto nel palazzo, e delegava i suoi poteri ai vice-legati. La sua unica visita avvenne nel 1533 ad Avignone e Carpentras. Per combattere contro i religionisti, nel 1561, papa Pio IV dovette inviare suo cugino Fabrizio Serbelloni. Il Capitano Pontificio aveva la missione di difendere Avignone e il Comtat dagli eretici. Trasformò il palazzo dei papi in prigione per eretici e, nel 1562, fece decapitare sulla piazza del palazzo, Jean-Perrin Parpaille, figlio di un ex primate dell'Università di Avignone.
Il cugino del re Carlo IX e nuovo legato, il cardinale Carlo di Borbone (1565-1590) non risiedette, ma fu scelto un co-legato nella persona del cardinale Georges d'Armagnac (1565-1585). Questi trasformò Avignone in un bastione della Controriforma. Nel 1566, istituì in particolare una corte della Rota, modellata su quella di Roma, che giudicò tutti gli affari ecclesiastici, civili e criminali. Fu sostituito da Dominique Grimaldi (1585-1589), ex generale delle galee pontificie a Lepanto. Questo prelato guerriero partecipò personalmente alla lotta contro i protestanti.

### I vice-legati
Alla fine del sedicesimo secolo, i veri governatori dell'enclave in Francia furono i vice-legati. Il più noto fu il cardinale Giulio Mazzarino, con Fabrice Babou de la Bourdaisière come pro-legato dal 1634 al 1636, durante la sua nunziatura a Parigi.
Dopo la morte del cardinale di Borbone, la legazione fu sempre affidata a cardinali italiani, nipoti o parenti del papa, che non risiedevano ad Avignone. Si arrivò alla rimozione della carica. Dal 1691, i vice-legati continuarono ad amministrare gli stati della Santa Sede, ma sotto la direzione di una commissione di cardinali e prelati risedenti a Roma e chiamata la "Congregazione di Avignone". Deteneva anche dei poteri spirituali nelle province ecclesiastiche di Vienna, Arles, Aix ed Embrun. Avevano, come tale, la propria cancelleria o dateria; il vice-legato era un ecclesiastico sempre italiano. Inoltre, tutte le funzioni importanti e il palazzo arcivescovile erano affidati a prelati e funzionari italiani.
Gli svantaggi erano inizialmente linguistici. Mentre la lingua francese era stata sostituita, dal 1540, col latino e il provenzale per la stesura di tutti gli atti ufficiali, fu soppiantata dall'italiano in tutti i documenti emanati dalla vice-legazione.
Questo fu accettato dalla nobiltà e dalle famiglie di notabili che avevano conquistato il monopolio degli uffici municipali. Molto meno dalla borghesia mercantile e dalle persone che avevano mantenuto il provenzale. Su questa base di incomprensione, l'impatto maggiore era sociale. Il cardinale Alessandro Bichi, vescovo di Carpentras (1630-1657), politico irritante e ambizioso si contraddistinse per abusi dell'amministrazione e pesanti imposizioni, provocò la "fronda avignonese" fra i pevoulins (furfanti) ei pessugals (pressurismi). Una nuova esplosione fu innescata nel 1664, dalle misure arbitrarie del vice-legato Alessandro Colonna (1664-1665). La sua guarnigione italiana fu cacciata dal palazzo dei papi e dovette ricorrere al sostegno delle truppe francesi per tornare ad Avignone l'anno successivo.

## Amministrazione generale della legazione

### Funzioni del legato pontificio
Il papa era il capo degli stati di Avignone e del Comtat. Tuttavia, il legato, poi vice-legato, che era incaricato di rappresentarlo, deteneva molti poteri. Fu quindi colui che esercitò il potere in nome del papa e godette di molti privilegi:
- Era giudice supremo negli affari ecclesiastici e civili, avendo una funzione di chiamata. Allo stesso modo, i sudditi del Papa potevano chiedere giustizia direttamente al legato, senza passare per i tribunali tradizionali.
- Aveva il diritto di grazia. Poteva distribuire i benefici ecclesiastici sul Comtat e Avignone, così come nella contea di Nizza.
- Era generale dell'esercito del Comtat.

Era nominato vicario generale della Santa Sede per tutti gli affari spirituali e materiali. I legati, o i vicelegati, avevano, oltre alla funzione di amministrazione degli stati del papa, una funzione di rappresentanza dei vescovi del province limitrofe della Provenza, la Contea di Nizza, del Delfinato e del Principato di Orange.

### Organi di giustizia
- Tribunale della Rota: fu istituito alla analogamente alla Rota romana dal cardinale Giorgio di Armagnac, co-legato e arcivescovo di Avignone. Serviva da corte d'appello per qualsiasi reato civile, criminale o ecclesiastico. Veniva convocato dal legato.
- Tribunale dell'uditore generale: il tribunale, presieduto dal funzionario che gli dava il nome (anche chiamato luogotenente generale), giudicava in primo grado le cause dell'esecuzione e in secondo luogo tutte le cause civili o penali. Gli appelli di questo tribunale erano indirizzati al legato, che convocava la Rota in assenza dell'uditore generale.
- Tribunale della vice-gerenza:[3] questo tribunale fu istituito nel 1412 da Baldassare Cossa per tutte le cause militari ed ecclesiastiche.
- Dataria: essa era l'ufficio delle grazie a cui poteva essere richiesto l'appello di una sentenza dell'uditore generale.

## Amministrazione di Avignone
- Consiglio cittadino o comunale: il consiglio comunale di Avignone era composto da 48 consiglieri, di cui 4 rappresentavano il clero e altri 4 l'università. Esso si riuniva solo con l'autorizzazione del vicario.[4]
- Primo console: alla vigilia di San Giovanni (23 giugno), tre consoli venivano eletti per un anno dal consiglio comunale, e la loro investitura avveniva nella basilica di San Pietro. Essi provenivano dalla nobiltà e il primo console aveva la precedenza sugli altri due. Dal 1533 godeva il titolo di gentiluomo ordinario della camera del re di Francia.
- Assessore: era responsabile della polizia della città. Era sempre scelto tra i giureconsulti dell'Università, ed portavoce della città al consiglio.
- Vicario:[4] Il vicario presiedeva il consiglio comunale e apparteneva alla nobiltà. Godeva del titolo di Vicario di Sua Santità per il governo temporale. Amministrava la giustizia per gli affari civili e penali della città e presiedeva un tribunale situato in piazza San Pietro ad Avignone.

## Amministrazione del Contado Venassino
- Rettore: era incaricato dal papa della gestione gli affari temporali del contado, sia per il governo che per la giustizia. Era lui che presiedeva una corte d'appello per tutta la contea e che riuniva le assemblee.
- Stati generali: gli Stati generali si riunivano solo in circostanze particolari e erano costituiti da deputati dei tre ordini: l'arcivescovo di Avignone, i vescovi di Carpentras, Cavaillon, Vaison, Orange, Apt e Tricastin, o i loro rappresentanti, poiché suddetti vescovi amministravano delle parrocchie nel Contado; tutti i nobili che possedevano un feudo nel Contado; deputati di tutti i comuni del paese.
- Assemblea generale: l'assemblea si riuniva ogni anno e stabiliva le aliquote fiscali necessarie per la gestione dello stato. Era composta dai vescovi di Carpentras, Vaison e Cavaillon, funzionari eletti della nobiltà, il primo e il secondo console di Carpentras, il primo console di Isle, Valréas, Pernes, Cavaillon e Bollène, così come altri 18 consoli delle magistrature, che si sono alternati per sedersi. Un'altra assemblea intermedia permetteva di risolvere casi gravi al di fuori dell'assemblea generale e riuniva tutti i membri di essa ad eccezione dei 18 consoli di magistratura.
- Assemblea ordinaria: era composta dal vescovo di Carpentras o il suo gran vicario; l'eletto della nobiltà o il suo luogotenente; il primo e il secondo console di Carpentras. Anche il procuratore generale della contado, il tesoriere e il segretario vi partecipavano.

### Organi di giustizia
- Tribunale degli affari della Camera Apostolica: il tribunale aveva a Carpentras e si occupava di questioni amministrative. Era affidato alla giurisdizione del legato pontificio.
- Tribunali locali: I signori locali avevano simbolicamente diritto all'amministrazione della giustizia sulle loro terre, ed erano responsabili di fornire tribunali sulle loro terre che trattavano in prima istanza casi civili e penali. A livello locale, la giustizia è stata resa all'interno della magistratura, con delegazione del potere giudiziario del papa. La giurisdizione del Contado fu così divisa fra tre giudici, nominati dal legato:
  - La corte di giustizia di Carpentras, 48 città o villaggi
  - La corte di giustizia di Isle, 17 città o villaggi
  - La corte di giustizia di Valréas, 16 città o villaggi

## Esercito pontificio
L'esercito del papa nel Contado e ad Avignone aveva soprattutto una funzione simbolica. Gli ufficiali superiori erano costituiti da un capitano di palazzo, un intendente di palazzo, un colonnello dell'artiglieria, un colonnello di cavalleria, un colonnello di fanteria.

### Generali delle truppe pontificie del Contado
La carica fu creata da papa Innocenzo VI quando fu necessario sollevare un esercito quando delle bande si strada devastarono la valle del Rodano nel 1356. Il primo detentore di questa funzione fu Juan Fernández de Heredia, ospitale dell'ordine di San Giovanni di Gerusalemme, che fu in grado di respingerli pagando loro un tributo. Durante il grande scisma, la carica fu ricoperta da personaggi di partiti opposti:
Nel 1407, la carica fu assegnata a Rodrigo da Luna, fratello di papa Benedetto XIII. Nel 1410, Filippo di Poitiers, signore di Arras, che sosteneva l'antipapa Alessandro V, fu incaricato di prendere la città in nome del papa. Nel 1412, il nipote del papa Giovanni XXIII, Marin, fu incaricato di conquistare la città per consentire l'installazione di suo zio ad Avignone. La carica fu poi soppressa fino al 1561, quando le guerre di religione si estesero fino alle porte della città. Rimase in uso fino al 1629.

### Guardie d'onore
- Compagnie dei balestrieri degli arcieri: queste due compagnie costituivano originariamente solo una. Fu creata nel 1364, quando papa Urbano V creò un esercito per cacciare le bande di strada che devastarono la regione. Il governatore di Beaucaire inviò una compagnia di balestrieri che il papa incluse sotto la sua custodia. Dopo la partenza dei papi, la compagnia si divise in due. I balestrieri si sistemarono in una torre dei bastioni, quella in cui è trafitto il posposero Monclar. Mantennero il proprio equipaggiamento fino alla rivoluzione, inclusa la balestra. La compagnia degli arcieri fu allestita in Rue Saint-Sébastien e fu fondata sotto il patronato di questo santo. Questa compagnia prese la divisa turca e scambiò la balestra con un arco. Erano conosciuti per le loro parate e sorvegliavano gli appartamenti di illustri visitatori del palazzo. Nel 1778, il conte di Provenza (futuro Luigi XVIII) divenne membro onorario di questa compagnia. Il suo ultimo capitano fu il marchese de Cambis di Orsan.
- Guardia svizzera dei vice-legati: consisteva in 20 uomini. Indossavano uniformi richiamanti al sedicesimo secolo: un doppietto rosso e giallo semicompato (colori del papa) con le maniche tagliate in seta rosa; pantaloni di cotone rosso; scarpe alte rosse e gialle, un cappello a tricorno con una piuma rossa, una coccarda rossa. La loro arma era un'alabarda.
- Compagnia della cavalleria leggera: questa piccola compagnia, di 40 uomini, costituiva la cavalleria pontificia del Cntado. Indossavano un'uniforme composta da una giacca scarlatta con risvolti e un lato dal blu reale e bottoni argentati. Portavano anche un moschettone e una spada, infine una coccarda nera in nastri.
- Fanteria pontificia: La fanteria era composta da 130 uomini, tra cui la guardia svizzera del vice-legato, il comandante, il maggiore, il collaterale e i sergenti. Indossavano una divisa composta da un cappotto blu reale con risvolti e polsini scarlatti, una brache e una giacca bianca con bottoni gialli e ghette bianche. Anche i granatieri indossavano un berretto da orso, e i cacciatori un cappello. Le loro armi erano una sciabola e una giberna.
- Gendarmeria: La gendarmeria pontificia indossava la stessa divisa dei gendarmi francesi. Era suddivisa in 8 brigate: una a Carpentras, Cavaillon, Vaison, Valréas, Isle-sur-la-Sorgue, Lapalud e due ad Avignone. Gli ebrei pagavano una tassa di 500 sterline alla gendarmeria.

## Cronologia dei legati pontifici
- 1433-1464: Pietro di Foix, cardinale dal 1409, arcivescovo di Arles dal 1450.
- 1464-1476: sede vacante
- 1476-1503: Giuliano della Rovere (futuro papa Giulio II)
- 1503-1510: Georges d'Amboise
- 1510-1513: Robert Guibé
- 1513-1541: François Guillaume de Castelnau-Clermont-Ludève
- 1541-1565: Alessandro Farnese il Giovane, legato dal 13 marzo 1541 al 13 aprile 1565.
- 1565-1585: Carlo di Borbone-Vendôme, con il co-legato pontificio Giorgio di Armagnac.
- 1585-1590: Carlo di Borbone-Vendôme, da solo
- 1590-1593: sede vacante
- 1593-1601: Ottavio Acquaviva d'Aragona
- 1601-1607: Cinzio Passeri Aldobrandini
- 1607-1621: Scipione Caffarelli-Borghese
- 1621-1623: Ludovico Ludovisi
- 1623-1633: Francesco Barberini
- 1633-1644: Antonio Barberini
- 1644-1650: Camillo Francesco Maria Pamphili
- 1650-1654: Camillo Astalli
- 1654-1657: sede vacante
- 1657-1668: Flavio Chigi
- 1668-1670: Giacomo Rospigliosi
- 1670-1677: Paluzzo Paluzzi Altieri degli Albertoni
- 1677-1690: Alderano Cibo
- 1690-1691: Pietro Ottoboni

## Galleria d'immagini

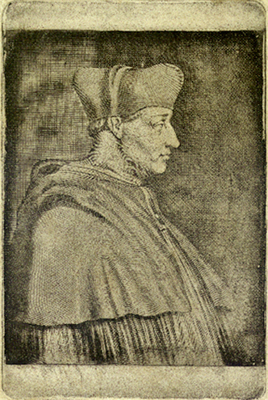
Georges I d'Amboise, cardinale-legato d'Avignone
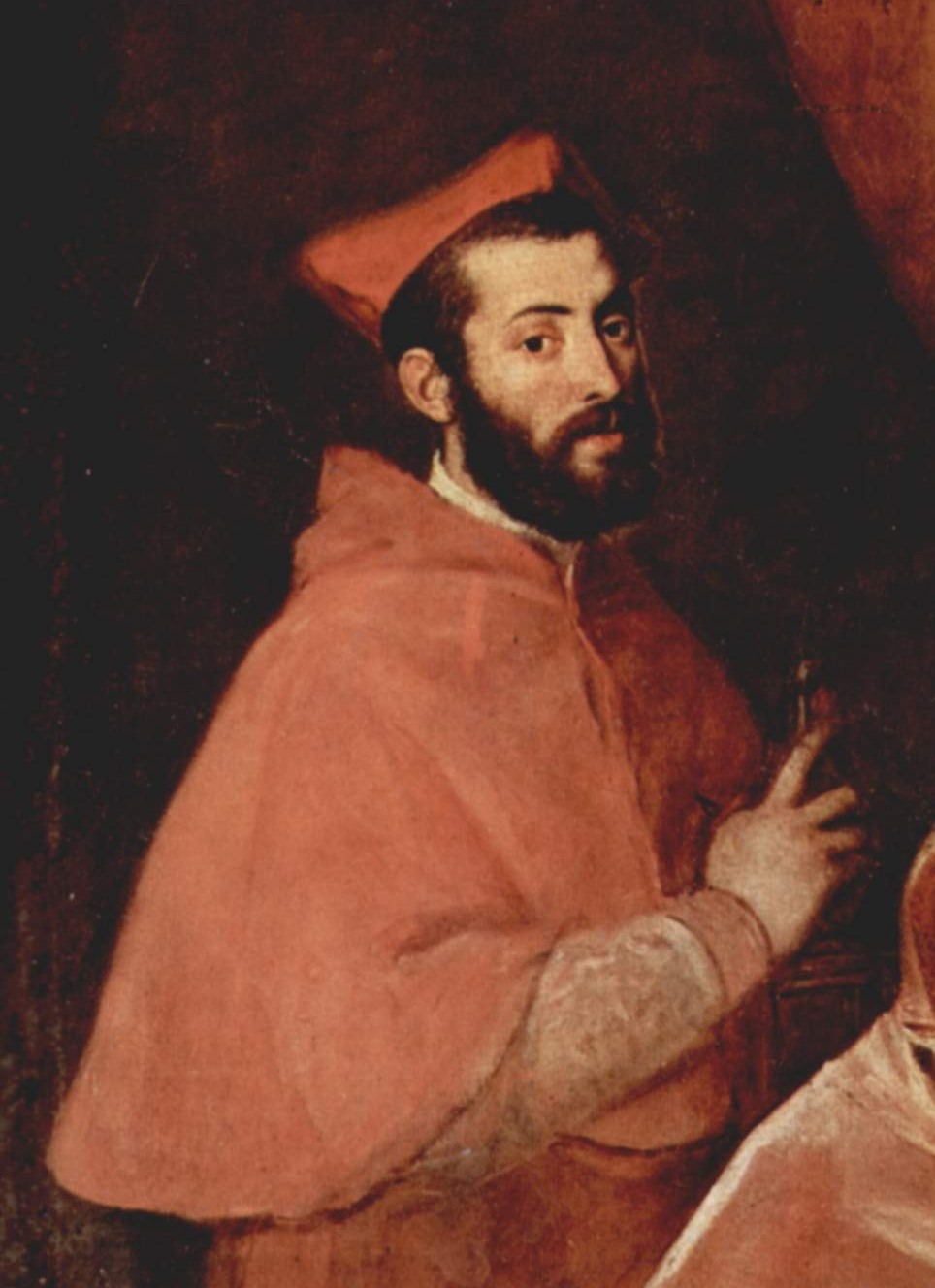
Alessandro Farnese il Giovane, cardinale-legato d'Avignone
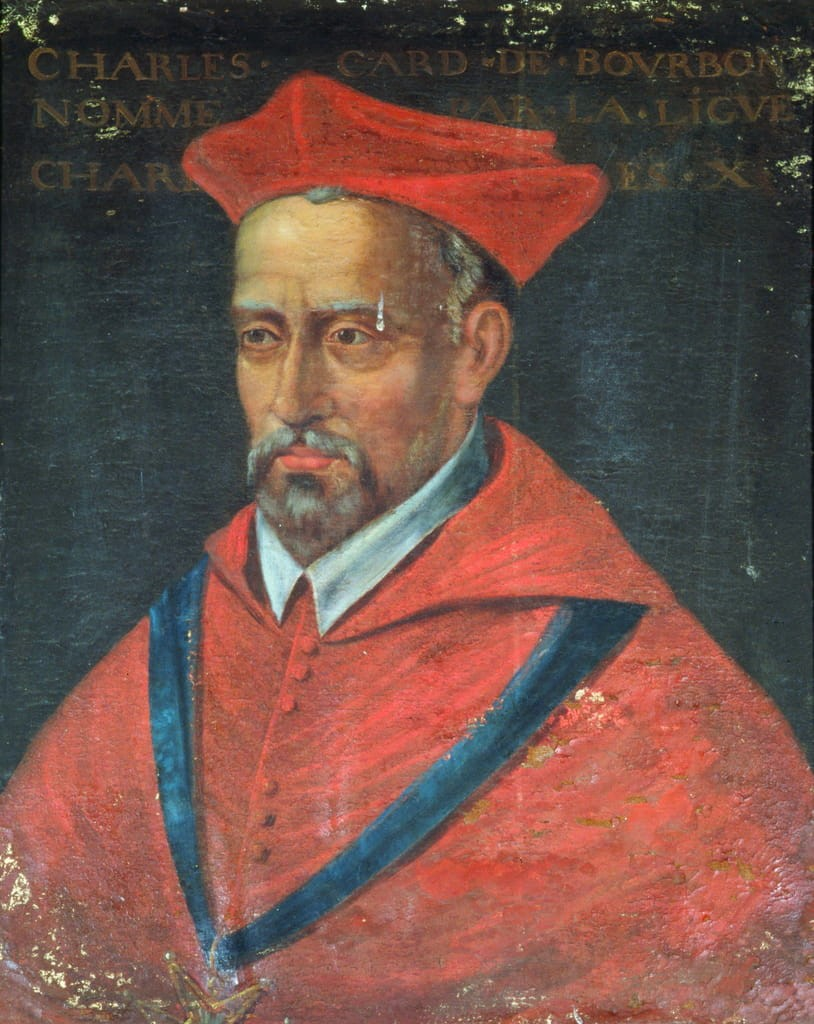
Carlo di Borbone-Vendôme, cardinale-legato d'Avignone
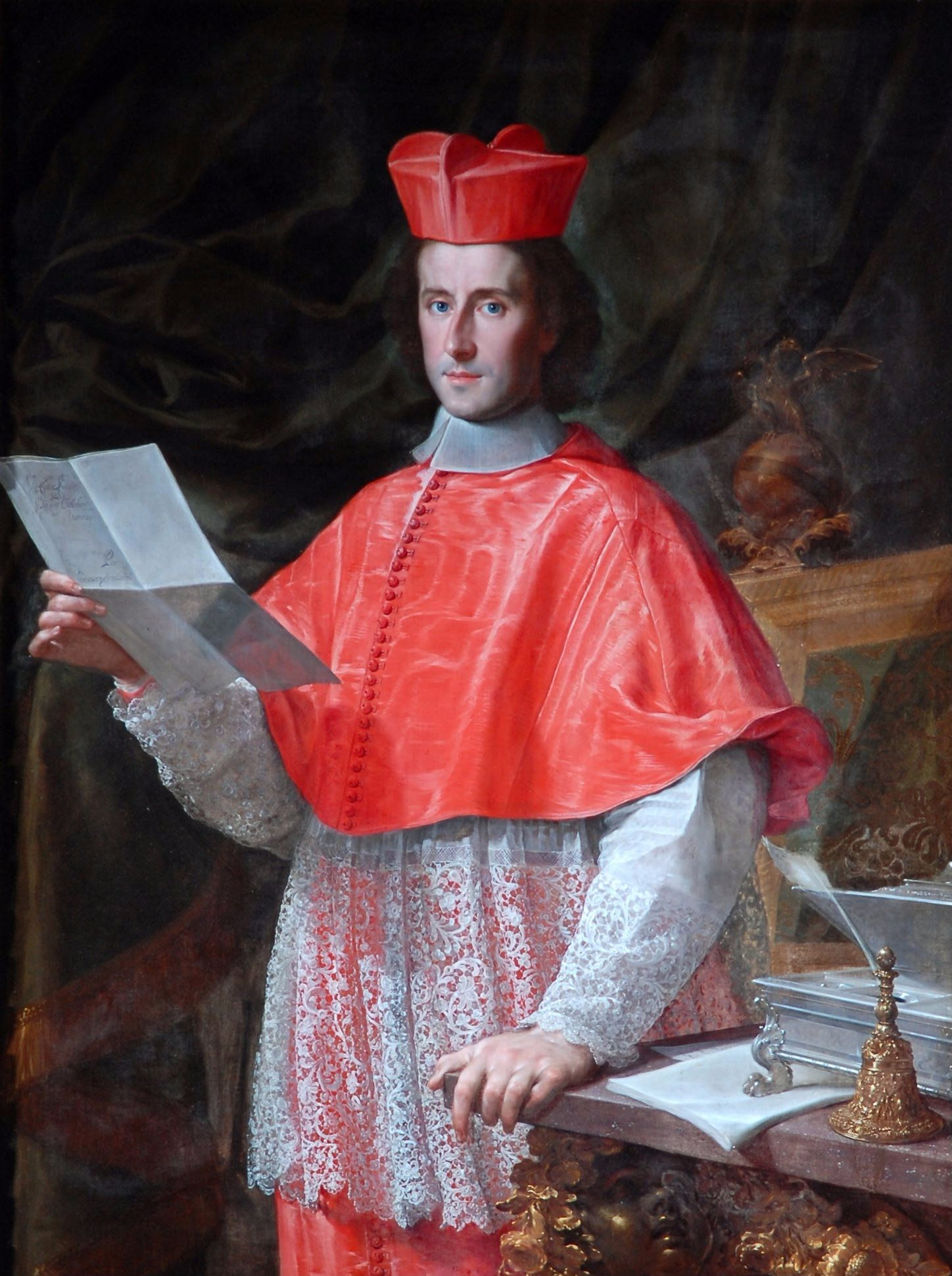
Pietro Ottoboni, ultimo cardinale-legato d'Avignone